# Fårträsket (Sorsele socken, Lappland, 725818-154367)
Fårträsket är en sjö i Sorsele kommun i Lappland och ingår i Umeälvens huvudavrinningsområde. Sjön har en area på 0,864 kvadratkilometer och ligger 544,1 meter över havet. Sjön avvattnas av vattendraget Krokbäcken.

## Delavrinningsområde
Fårträsket ingår i det delavrinningsområde (725836-154470) som SMHI kallar för Inloppet i Kalven. Medelhöjden är 586 meter över havet och ytan är 12,27 kvadratkilometer. Det finns inga avrinningsområden uppströms utan avrinningsområdet är högsta punkten. Krokbäcken som avvattnar avrinningsområdet har biflödesordning 3, vilket innebär att vattnet flödar genom totalt 3 vattendrag innan det når havet efter 325 kilometer. Avrinningsområdet består mestadels av skog (83 procent). Avrinningsområdet har 0,87 kvadratkilometer vattenytor vilket ger det en sjöprocent på 7,1 procent.